# Złomrex
Złomrex – polskie przedsiębiorstwo założone w 1990 roku, zajmujące się początkowo skupem i sprzedażą złomu, następnie też obrotem półwyrobami i wyrobami hutniczymi.
Grupa kapitałowa Złomrex posiada większościowy udział lub jest jedynym właścicielem kilkunastu spółek zależnych, m.in. Huty Stali Jakościowych w Stalowej Woli, ZW – Walcownia Bruzdowa w Zawierciu, Odlewni Metali Szopienice sp. z o.o., Ferrostalu Łabędy i innych.
W 2007 r. Złomrex przystąpił do budowania silnej grupy dystrybucyjnej, która byłaby potentatem na rynku środkowoeuropejskim. Ma ona obejmować sieć złożoną z b. Centrostalu, b. Centrostalu Górnośląskiego, b. Stalexport Trade oraz b. Voestalpine Stalhandel. Od 2008 roku grupa dystrybucyjna jest konsolidowana pod marką Cognor, z wehikułem inwestycyjnym (powstałym z połączenia dwóch centrostali i dystrybucyjnej cz. stalexportu) Cognor SA w roli spółki-matki, z siedzibą w Katowicach.
Złomrex jest sponsorem profesjonalnego sportu: klubu żużlowego Cognor Włókniarza Częstochowa (ekstraliga żużlowa), drużyny dwukrotnych mistrzów Polski w futsalu – Baustalu Kraków oraz drużyny koszykówki Złomrex BMD Polonia Poraj (III liga).
Wyniki finansowe lokują spółkę w drugiej setce największych polskich przedsiębiorstw.